# 台北湄聖宮
台北湄聖宮位於台灣台北市武成街124號，為主祀天上聖母之道教廟宇。民國五十九年，幾位來自彰化地區的鄉民迎請鹿港天后宮、彰化南瑤宮、福安宮媽祖北上，先行安座於台北縣三重民宅，六十四年購置萬華湄聖宮現址，六十九年落成安座。民國七十一年以後，再度自嘉義奉天宮、北港朝天宮、彰化福海宮迎請媽祖分靈前來供奉，民國七十九年更從大陸湄洲迎奉湄洲媽來此。

該建物興建於1978年，為位於台北萬華區之仿古廟宇建築。另外，該廟宇的組織型態為管理委員會制，祭典日期則是每年農曆之三月廿三。